# 1950年代の香港
1950年代の香港（1950ねんだいのほんこん）は、日本による香港統治の終了（1945年）に伴う英国の香港主権回復と、中国本土での国共内戦の再開（-1949年）を背景に、混沌とした状況ではじまった。これらの混乱は、大陸から香港に大量の避難民（逃港者）をもたらした。1945年から1951年にかけ、香港の人口は60万人から210万人に増加し、香港政府は受け入れの対応に苦慮することとなった。また、中国での情勢不安をうけ、企業は上海から香港へと資産や資本を移転させた。これは、人件費が安価な移民とともに、20世紀後半に香港が迎えた経済的奇跡の源となり、香港が新興工業経済地域に数えられるきっかけとなった。

## 背景

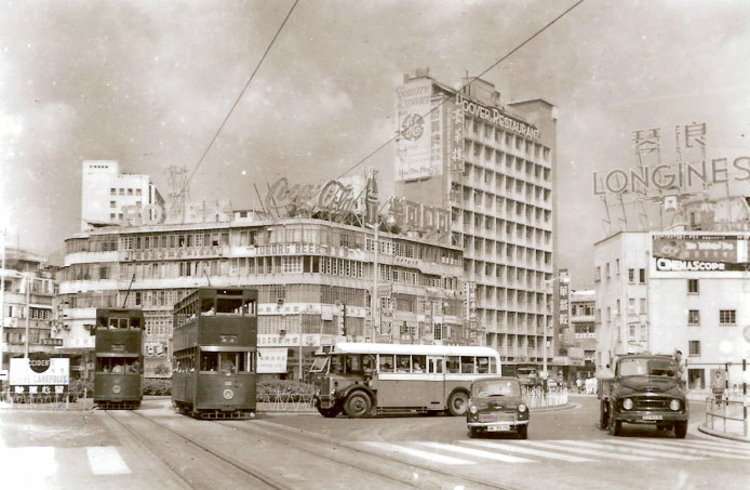
銅鑼湾、1955年

中国共産党が勝利を収めつつあった1949年、香港では大陸からの侵攻が懸念となっていた。ベルリン封鎖と共産政府からの敵対的な態度がまだ記憶に新しかったイギリス政府は、香港を共産圏に対する資本主義の前哨地として留めおくことに決定した。在香港の駐屯軍は強化され、有事の際のオーストラリアへの退避計画も新たに策定された。しかしながら、中国人民解放軍が香港国境にある深圳で進撃を停止したことで、香港はイギリス植民地として残ることとなった。これには、周恩来が採った方針である「長期的に考え、充分利用する」にもとづく共産党側の思惑によるものだった。
香港は、中国の玄関口にある貴重な貿易拠点であり、この経路を維持することで、北京の新政府との貿易が容易にさせることが期待されていた。また、ヨーロッパやアジア、特にマラヤ危機などに見られた共産主義者の脅威の高まりを前に、戦わずして共産主義者に香港を明け渡すことは、イギリスの内外に対して帝国の弱体化と受け取られかねなかった。1950年代、ウェストミンスターの英国議会で、香港への中継港を維持できなければ、香港を中国に返還しなければならないという議論が行われた。しかし、香港市民はこの案に激怒させた。結果、香港政府は、香港を製造業の中心地にすることに注力した。一方、北京の共産党政府にとっても香港は西側との唯一の接触点であった。中華人民共和国は1950年代を通じて一貫して親ソ連路線をつづけていたが、この状況にあって、中国にとっての香港は、貿易・輸送・金融取引において唯一無二の存在であった。
中国本土で共産党政権が成立し、大陸との往来が厳しく制限されたことで、香港に新たなアイデンティティが形成されることとなった。1950年代前半、香港では台湾と同様に、中華人民共和国の支配下にある地域を指して「中国本土」・「大陸」とよび、自身とは区別するようになったのである。

## できごと
本節では、香港における主要なできごと、ならびにイギリスと中華人民共和国において発生した香港に重要な影響を与えたできごとについて記載する。

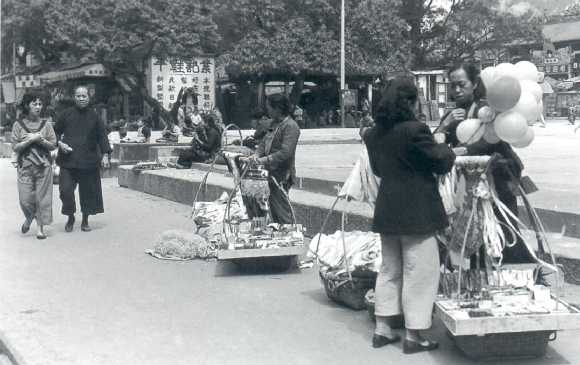
テンプル・ストリート、1950年。

### 1950年
- 1月 - 新亜書院（香港中文大学の前身の一つ）が開学[10]。
- 5月 - 香港政庁、大陸住民の流入を制限。
- 7月 - イギリスが国連軍として朝鮮戦争に参戦。
- 7月12日 - 香港紅十字会設立。
- 8月 - 香港政庁が中国本土への戦略物資輸出禁止令を発令。
- 10月 - 中華人民共和国が朝鮮戦争に人民志願軍を派遣（事実上の参戦）。
- 12月3日 - アメリカ合衆国が香港・マカオを含む中国全土に対する全面禁輸を実施。
- 12月16日 - アメリカ合衆国が、同国の客船・航空機の中国全土渡航を禁止。

### 1951年

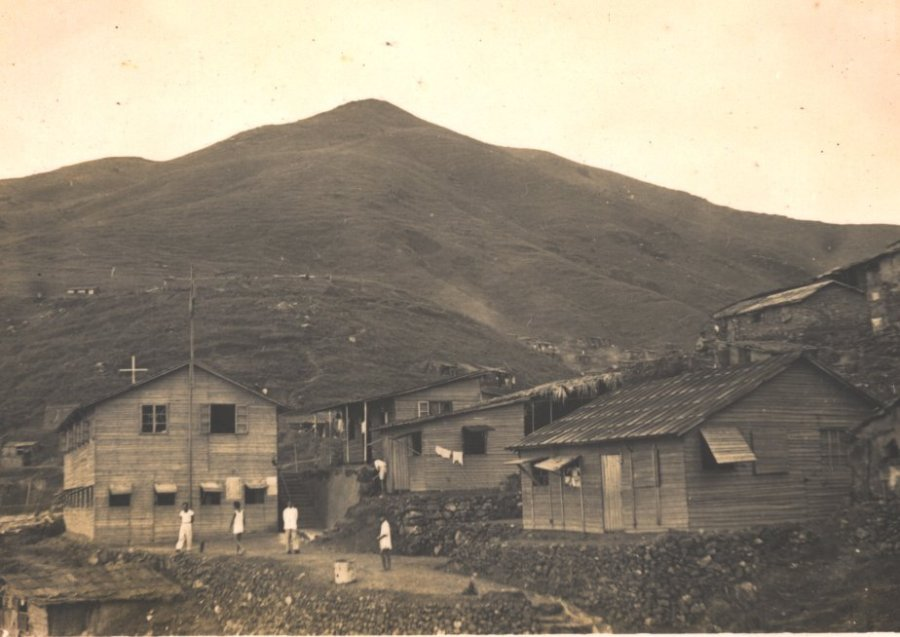
調景嶺、1951年。国共内戦後の調景嶺は、大陸から逃げ延びてきた国民党の支持者がおおく住んだ。

- 5月 - 国際連合が香港・マカオを含む中国全土への禁輸措置を決議。
- 6月
  - イギリスが中国=香港間の貿易を管制下に置く。
  - 香港辺境禁区の指定。

### 1952年

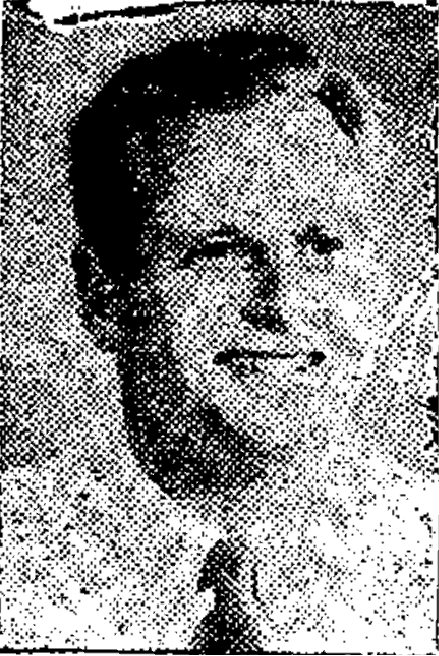
ブルック・バーナッキ。1952年撮影。

- 対米輸出向けの手袋の生産が始まる[11]。
- 2月6日 - エリザベス2世即位。
- 3月 - 広州からの慰問団が入境拒否。衝突によって1名射殺、100名以上拘束。九龍で暴動。
- 5月30日 - 1952年香港市政評議会選挙（英語版）：1940年以来初の実施。革新会党首ブルック・バーナッキらが初の民選議員として登院。
- 6月 - 枢密院司法委員会が、中国航空公司（英語版）と中央航空運輸公司（中国語版）が所有する飛行機について、アメリカのシビル・エア社に帰属するものとしたうえで、台湾への移動を禁ずる判決を下す[12]。
- 9月 - イギリス内閣、政治体制改革実施を計画。
- 10月 - イギリス下院で植民地相のオリヴァー・リッテルトンが、上述の改革は市政局のみで行い、重大な改革は「適当ではない」と発言[13]。
- 10月11日 - 香港商報（中国語版）創刊。

### 1953年
- 5月20日 - 1953年香港市政評議会選挙（英語版）：民選議員枠が2から4に増え、総議席が13から15に増員。
- 9月 - 公海上で麻薬取締り任務にあたっていた海軍巡視艇が、中国の沿岸砲兵部隊によって攻撃を受ける[14]。

- 12月24日 - 石硤尾大火

### 1954年

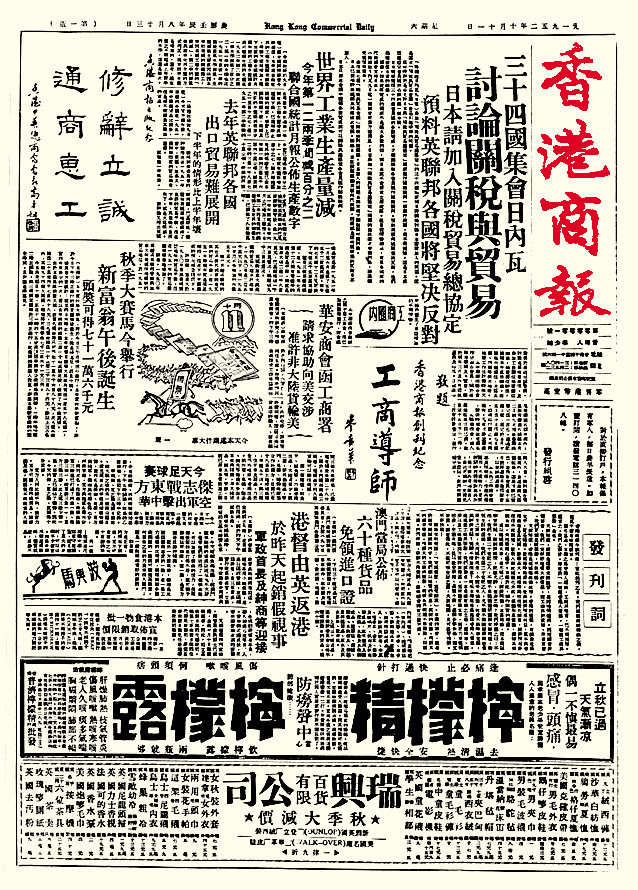
『香港商報』創刊号

- 5月24日 - 1954年香港市政評議会選挙（英語版）
- 6月28日 - 1925年建設のクイーンズ・ピア（英語版、中国語版）が再建（2008年に解体）。
- 7月23日 - キャセイ・パシフィック航空機撃墜事件：人民解放軍の戦闘機が香港に向かっていた旅客機を撃墜[15]。8名死亡。
- 9月 - 香港公立のEMI中学としては最初の伊利沙伯中学（英語版）（クイーン・エリザベス・スクール）が開校。
- 10月26日 - 張有興らが、公民教育の普及をねらいとした市民団体香港公民協会（中国語版）を発足[16]。

### 1955年

香港の旗（「阿群帶路圖」）。

- 石硤尾大火を受けた再定住計画の一環として建てられた公共住宅、大坑東邨（中国語版、英語版）が完成。
- 4月11日 - カシミールプリンセス号爆破事件：国防部の計画によるとされる周恩来暗殺未遂事件。
- 5月30日 - 1955年香港市政評議会選挙（英語版）

### 1956年

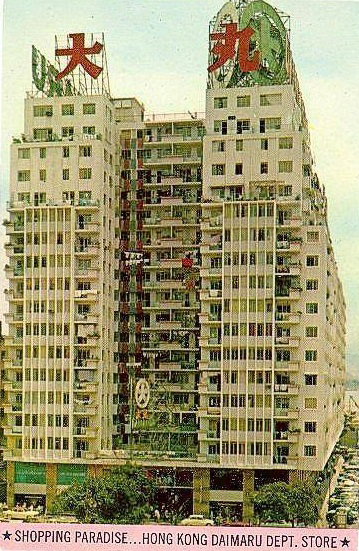
銅鑼湾、香港大丸百貨公司（開店は1960年）。1959年撮影。

- 1月1日 - 『香港商報』紙上で、金庸の『碧血剣』連載始まる（-12月31日）。
- 5月7日 - 1956年香港市政評議会選挙（英語版）：香港公民協会が初めて議席を得る。
- 9月11日 - 香港浸会大学開学。
- 10月9日 - 九龍で1956年香港暴動（英語版）（雙十暴動）発生。

### 1957年
- 香港フラワーで財を成した李嘉誠が、自身の事業を長江実業有限公司に改称[17]。
- イギリス政府が香港製品の対英輸出を規制[11]。
- 1月9日 - 政府山（英語版）（ガバメント・ヒル）にある律政中心（中国語版）（中央合同庁舎）の新庁舎がほぼ完成。開幕式が行われる[18]。
- 5月8日 - 1957年香港市政評議会選挙（英語版）
- 5月29日 - 初の有線テレビ局「麗的映声」開局[19]。
- 10月
  - アメリカ合衆国とイギリスが、香港が中国によって攻撃を受けた場合、アメリカ合衆国が香港防衛を支援することについて秘密裏に合意。
  - ヴィクトリアパーク完成。

### 1958年
- 警察機動部隊創設。
- 香港学生連盟（英語版）組織。
- 1月 - ロバート・ブラック（英語版）が香港総督に就任。
- 1月1日 - 社会福利署（英語版、中国語版）（社会福祉サービス局）設置。

### 1959年

1959年制定の香港の旗

- 前半 - 律政中心西棟の完成にともない、同庁舎の工事が完了[20]。
- 5月3日 - 1959年香港市政評議会選挙（英語版）
- 7月27日 - 香港の紋章（中国語版）が「阿群帶路圖」入りのものから改定。
- 10月 - ゴルフの国際大会である香港オープンが初開催。
- 10月23日 - 蔣介石が、蔣介石・ダレス共同声明において、武力にもとづく大陸反抗を放棄[21]。

## 政治

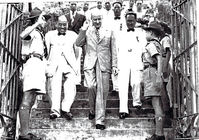
グランサム卿（中央）と九龍総商会理事長謝伯昌。1951年撮影。

終戦以後、外国人団体や華人団体からグランサム卿に対する政治体制改革を求める声が強まっていった。しかしながら、中華人民共和国の成立と朝鮮戦争の勃発といった外交的な理由と、植民地政庁と華人の財界エリートの協調によって、この時代の香港では穏健な改革すら進められることはなかった。

### 1950年代の総督
- アレキサンダー・グランサム（1947年7月-1957年12月）
- ロバート・ブラック（英語版）（1958年1月-1964年4月）[22]

## 人口統計

香港の紋章 (1959年-1997年)、公的には1959年1月に採用。

### 人口
1950年代初頭、香港には仕事も天然資源もなく、多くの人々が貧困にあえいでいた。事態は中国本土からの難民が殺到したことで、さらに深刻になった。新界北部を移動する市民に対し通行証所持が義務付けられる1951年6月にまで国境管理が行われていなかったのである。
1949年、再編された中国共産党のもと中華人民共和国が成立した。新体制から逃れて香港に亡命した人々は、毎月10万人を超えていた。その多くは経営・管理のノウハウがある富農や資本家、熟練工であったが、それ以上に多かったのが、後に香港で有力な三合会を築いた犯罪者たちであった。1950年代末、香港の人口は200万人を達成、その後も10万人ペースの増加を続けていくこととなる。1956年、香港の人口密度は世界一に達した。

### 住宅
1953年12月24日、石硤尾大火によって53000人近い人々が焼き出された。この大火は香港の住宅事情に大きな変化をもたらすこととなる。第22代香港総督、アレキサンダー・グランサム卿は、緊急住宅計画を立案、共通の建築様式として「多層式大廈」（英: multi-storey building）を導入した。この建築は、収容人員2500人で、耐火・耐水構造であった。これは、ホームレスとなった住人をできるだけ多く、できるだけ迅速に収容することが目的だった。ビルの各階は共同部屋、浴室、トイレを備えていた。成人には2.2㎡（24平方フィート）が、12歳以下の子どもにはその半分が割り当てられた。高層ビルは、体積に比して床面積が小さかったことから、以後主流となっていった。

## 文化

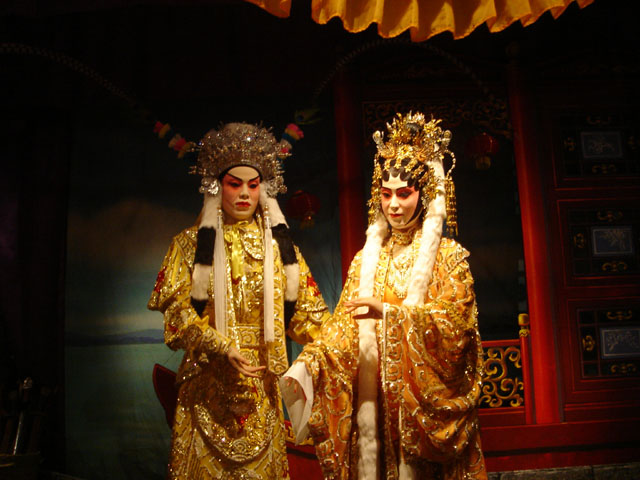
粤劇（広東オペラ）

### 生活様式
日本占領下末期、香港政府は米や綿糸を含め、食品と原材料の専売を行っていた。政府による価格統制は1953年まで続けられた。1950年代の香港を一言で言い表すならば、資源不足と止まらない人口増加であった。国境を越えて香港へと渡った大陸出身者の多くは、既存の建築物の屋上や山際にバラックを違法に建て、そこに住んだ。また、大陸出身者と香港育ちの人々という異なる社会の統合によって、人々は互いに無数の方言という問題に悩まされることとなった。大陸出身者のなかでも客家語や潮州語の話者は言語生活面での苦労を強いられ、彼らに言語によるコミュニティを形成させることとなった。
日本軍による占領が終結したことで、1940年代のうちに社交クラブがふたたび開かれたが、これらの高級なクラブの多くでは華人とユーラシアンに対して閉じられていた。それでも、1950年代の末にはようやくこれらの人々にも入会が認められるようになった。
ラジオは1950年代を通じて香港における主要なメディアでありつづけた。香港の主なラジオ局の「香港廣播電台」（後の香港電台）は、この時期に公共放送としての整備が進み、1954年には香港政庁の所轄に入り、1957年には広東語をはじめとする中国語の放送時間が大幅に拡大された。また、民間の放送局もすでに始まっており、Rediffusion社の「麗的呼声」（1949年3月開局）、「商業電台」（1959年開局）が香港の人々に浸透していった。
50年代末には白黒テレビの放送も始まった。1957年5月には、上述のRediffusion社が有料の「麗的電視」（後の亜洲電視）の放送を開始している。
1950年代にはアメリカ文化の流入が始まった。これは、メディアの力と香港に寄港するアメリカ軍人の存在によるものだったが、本格的な流入はテレビ放送が一般化する1960年代以降となった。

### 教育
香港で出生した市民には、政府によって教育と住居が与えられた。難民の第一団には、臨時の保護施設のみが供給された。これは、現地当局の認識では彼らが将来的に中国大陸に帰還するという見立てがされていたからである。推計では、政府支出の9％が教育と医療に充てられていた。教育カリキュラムは、香港の生徒たちが国家的な意味での香港または中国に対するナショナリズムを抱かせないことを重要視する一方で、彼らが英中貿易の仲介役であることを強調していた。この方針は、香港の学生に、中国文化の継承者としてのアイデンティティと、中華世界と西洋社会双方の周縁にあるという自意識を育まさせることとなった。
この時期に作成された香港政府の内部資料によれば、都市部の学校のなかで34校が共産党の支配下にあり、うち24校が新界所在であった。また、他の32校が教職員の中に左翼分子を抱えていた。1952年、政治的な洗脳による支配下にある学校を閉鎖する権限を教育長（教育司署の長）に与える条例が制定された。香島中学や南方学院で、この措置がとられた。その一方、難民の多くは教育や社会福祉をキリスト教会にたよった。
戦前の香港の英語教育では対音による学習が主流であったが、1950年代前半にはおおよそ姿を消した。

### 娯楽
粤劇（えつげき）は、1950年代の香港における主要な娯楽のひとつであっただけでなく、同時期の粤語片（広東語の映画）、特に粤劇映画の隆盛に多大な影響をおよぼした。
日中戦争の混乱と、日本軍の占領に対する反発によって、1940年代の香港映画は中断期を迎えた。戦後になってふたたび映画の制作がはじまると、上海資本の官話片（または國語片、北京語の映画）と粤語片がそれぞれ作られるようになった。この時期に登場した映画スターとしては、コメディ俳優の梁醒波（リョンセンポー）、粤劇出身の女優任劍輝（ヤムキムファイ）、美貌と演技で知られる林黛（リントイ）が挙げられる。彼らのうち梁と任が粤語片のスターであったのに対し、林は官話片に出演した。なお、彼らはいずれも香港外の出身であった。また、この時期、渡米前のブルース・リーが子役としてすでに数十本以上の映画に出演していた。
1950年代の映画業界は、國際電影懋業（MP&GI）と邵氏兄弟香港有限公司（ショウ・ブラザーズ）の登場によって大きく状況が変わることとなった。1950年代後半に設立された両製作所は、それまで香港で見られなかった大規模な撮影所を開き、官話片を中心とした娯楽映画を制作した。これら二社による官話片に圧された粤語片は、識字率の上昇に伴う字幕の普及などもあいまって、以降衰退していくこととなった。
また、カンフー映画の最初期の作品を製作している。彼らが作り上げた剣戟のスタイルは、その後何年にもわたり数多くの映画やTVドラマで模倣されることとなった。

### 治安維持
1956年香港暴動は、香港初の大規模な暴動となった。59名が死亡、443名が入院し、グルカ兵も出動したこの暴動は、植民地政府に低賃金・長時間労働・人口過密がもたらす問題を強く意識させた。また、この間、治安機関の締め付けによって三合会は活動を縮小した。1950年代の香港における多くの社会問題は、領内での国民党支持者と共産党支持者の派閥争いをめぐるものであった。ロンドン、ホワイトホールの政府は、共産主義者が香港植民地で反英感情を煽ることを恐れた。これにより植民地省は、香港総督政府に対し反共政策を採るよう促した。1956年の暴動については、2020年にラウトレッジ社から出版された歴史家ローハン・プライスの著作に詳しい。
この時期の香港警察には政治部（英: Special Branch）が設置され、親北京派をはじめとした転覆分子に対する監視が行われた。

## 経済
戦前の香港は、中国との中継貿易の拠点として機能していた。しかしながら、中華人民共和国の成立と、その後に勃発した朝鮮戦争に伴う国連による対中戦略物資禁輸措置は、香港の経済に大きな転機を迎えさせ、同地域における産業の軽工業化、とりわけ紡績業やアパレルなどへの転換を促した。1953年に香港の総輸出品のうち当地で生産されたものは全体の30％であったのが、1959年には70％へと達した。これらの変化は、大陸から流入した安価な労働力である難民、そして経験豊かな資本家層によって支えられた。香港の製造業は、1970年代まで活発でありつづけてゆくこととなる。

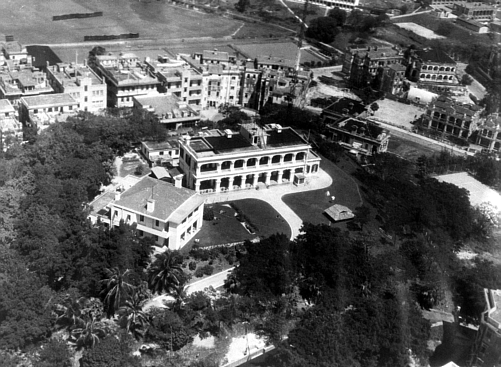
九龍、尖沙咀の香港天文台。1950年。

### 貿易
中国本土に対する禁輸措置が敷かれているあいだ、香港は天然ガス・ガソリン・ペニシリンといった物資の密輸拠点となった。1954年12月には、朝鮮戦争向けにペニシリンの輸出で財を成した高卓雄が香港中華総商会の会長に選任されている。
1950年代後半には、対岸の中国本土で第一次五カ年計画（1953年-1957年）の進展による工業化がすすみ、これに並行して香港の産業と貿易もいちじるしく発展した。しかしながら、1958年には中国本土で大躍進政策、また、その一環である人民公社運動が始まり、翌1959年以降には自然災害（「3年困難期」）がうち続いたことから、香港の対中貿易は4割近く減少した。

### 交通

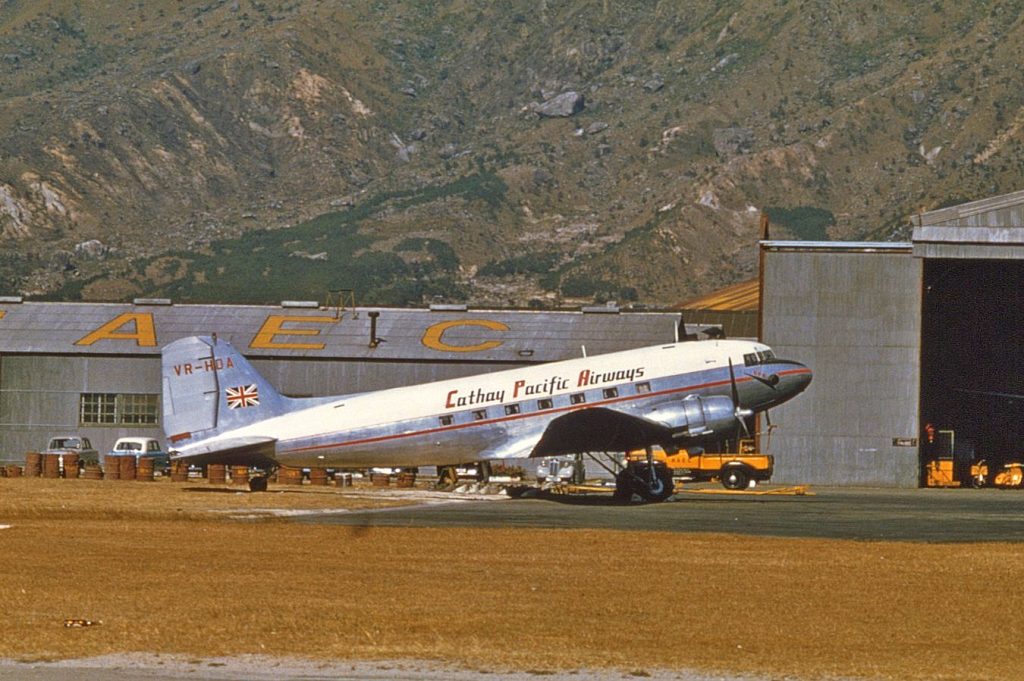
キャセイパシフィック航空のダグラス DC-3、啓徳空港にて。1959年。

1950年3月、広東省と九龍を結ぶ九広鉄路が戦後初めて再開した。
1947年時点では、香港のタクシーの台数はわずか329台であった。1950年代の終わりの1959年には、851台にまで増加した。香港のタクシー産業は、路線を辿らなければならないバスに比べてより融通がきくことから、人気を博していった。

### 工業
1953年、2つの埋立計画が進められ、香港の面積は280ha（300万平方フィート、東京ドーム60個分弱）拡張された。1つ目の計画は、啓徳空港の滑走路用の敷地確保が狙いであった。続く計画は観塘と荃湾の工業化が目的であった。初期の工業地区では、ボタンや造花、傘、布地、琺瑯製品、履物、プラスチックといった品物が生産された。

### 医療と観光
難民の受け入れには、多くのサービスと計画の協力が求められた。1950年7月12日、英国赤十字社は香港における初の支部を香港紅十字会として立ち上げた。事業は荔枝角医院ではじめられた。1952年には献血もはじめられ、初年度には483人が献血を行っている。翌1953年には石硤尾大火を受けて、災害救援事業も設立された。
1957年には香港旅遊協会（香港旅遊発展局の前身）が設立された。

### 財政
1950年代、香港の銀行は政府による統制をうけていなかった。また、中央銀行も存在せず、いかなる金融政策も行われていなかった。当時の香港は急速な経済成長に伴う深刻な資金繰り問題になっていたにもかかわらず、香港総督は香港証券取引所に対する規制を行おうとはしなかった。製造業界からは投資不足への不満が相次いだ。また、香港の内外から同地域の政策への見直しを求める圧力がかけられた。
1950年代初頭、イギリス政府は香港政庁に行政・財政上の自治を大幅に認めた。さらに、1950年代末にはイギリスによる予算の審査が行われなくなり、香港政庁は税制改定ならびに住宅政策・社会福祉制度を独自に行えるようになった。
この時期、華人の資本家層はイギリス系の銀行からの借り入れに依存していた。